# Dav du gamle
Dav du gamle er en dansk kortfilm fra 1968 med instruktion og manuskript af Allan de Waal.

## Handling
Farce om to gamle skolekammerater, der tilfældigt møder hinanden.